# Christian Ludwig (Mediziner)
Christian Ludwig (auch Christianus Ludwig; * 17. Mai 1749 in Leipzig; † 25. Februar 1784 in Leipzig) war ein deutscher Arzt und Pharmazeut. 

## Leben
Ludwig war der Sohn des Leipziger Arztes und Botanikers Christian Gottlieb Ludwig (1709–1773). Er studierte in Leipzig Medizin und schloss sein Studium 1772 als Magister der Philosophie ab. 1774 erhielt er die Doktorwürde in Medizin. Er reiste danach, wie damals zur Fortbildung üblich, zu verschiedenen Zentren und Personen der Wissenschaft und Medizin durch Deutschland, Frankreich und England. In Leipzig hielt er danach Vorlesungen in Physik. Ludwig ist vor allem durch seine Übersetzungen von Joseph Priestleys Versuche und Beobachtungen über verschiedene Gattungen der Luft und John Elliots Physiologische Beobachtungen über die Sinne bekannt. 

## Werke
- Dissertatio de aethere varie moto, causa diversitatis luminum. Langenheim, Leipzig 1773.
- De Hydrope Cerebri Puerorum. Dissertation. Universität leipzig 1774. Breitkopf, Leipzig 1774.
- Joseph Priestley: Versuche und Beobachtungen über verschiedene Gattungen der Luft. 3 Bände. Aus dem Englischen von C. L. Ludwig. Gräffer, Wien, Leipzig 1778–1780.
- John Elliott: Physiologische Beobachtungen über die Sinne besonders über das Gesicht und Gehör, wie auch über das Brennen und die thierische Wärme, nebst Adair Crawfords Versuchen und Beobachtungen über die thierische Wärme und die Entzündung brennbarer Körper. Aus dem Englischen von C. L. Ludwig. Weygand, Leipzig 1785.